# Machtesberg
Machtesberg ist ein Ortsteil der Stadt Waldmünchen im Landkreis Cham des Regierungsbezirks Oberpfalz im Freistaat Bayern.

## Geografie
Machtesberg liegt 850 Meter südwestlich der Staatsstraße 2154, 4 Kilometer südlich von Waldmünchen und 5,5 Kilometer südwestlich der tschechischen Grenze.
Machtesberg liegt auf einer Sattelfläche zwischen dem 706 Meter hohen Sauruck im Osten, der 704 Meter hohen Scheibe im Süden und dem 701 Meter hohen Zwirenzel im Westen. Südwestlich von Machtesberg befindet sich das Quellgebiet des Geiganter Baches.

## Geschichte
Machtesberg (auch: Maehtersperg, Mechtersberg, Mächtersperg, Magtesberg) wurde bereits im Herzogsurbar des Wittelsbacher Heinrich XIII. aus dem Jahr 1301 erwähnt.
1563 hatte Machtesberg 9 Mannschaften. 1588 gab es in Machtesberg 2 Höfe, 8 Güter, 1 Inwohner. 1630 wurden für Machtesberg 1 Hof, 8 Güter, 1 Gütl und ein Inwohner aufgeführt. 1703 wurden in Machtesberg 2 Höfe und 8 Güter verzeichnet. 1808 hatte die Ortschaft 10 Anwesen und ein Hüthaus.
1808 wurde die Verordnung über das allgemeine Steuerprovisorium erlassen. Mit ihr wurde das Steuerwesen in Bayern neu geordnet und es wurden Steuerdistrikte gebildet. Dabei wurde Machtesberg Steuerdistrikt. Der Steuerdistrikt Machtesberg bestand aus den Dörfern Machtesberg, Englmannsbrunn, Grub, Hochabrunn, Moosdorf und Prosdorf.
1820 wurden im Landgericht Waldmünchen Ruralgemeinden gebildet. Dabei wurde Machtesberg Ruralgemeinde. Zur Ruralgemeinde Machtesberg gehörten neben Machtesberg mit 18 Familien der Weiler Lengau mit 5 Familien und die Einöde Sonnhof mit 2 Familien.
1830 wurde die Gemeinde Machtesberg auf eigenen Wunsch in die Gemeinde Prosdorf eingemeindet. 1972 schloss sich die Gemeinde Prosdorf der Stadt Waldmünchen an.
Machtesberg ist Nebenkirche der Pfarrkuratie Geigant. 1997 hatte Machtesberg 54 Katholiken.

## Einwohnerentwicklung ab 1820
| Jahr | Einwohner   | Gebäude |
| ---- | ----------- | ------- |
| 1820 | 18 Familien | k. A.   |
| 1838 | 80          | 12      |
| 1861 | 92          | 27      |
| 1871 | 114         | 51      |
| 1885 | 95          | 14      |
| 1900 | 95          | 16      |
| 1913 | 86          | 13      |

| Jahr | Einwohner | Gebäude |
| ---- | --------- | ------- |
| 1925 | 97        | 14      |
| 1950 | 103       | 13      |
| 1961 | 66        | 13      |
| 1970 | 61        | k. A.   |
| 1987 | 55        | 15      |
| 2011 | 47        | k. A.   |

## Tourismus
Am östlichen Ortsrand von Machtesberg vorbei führt der 178 Kilometer lange Pandurensteig. Durch Machtesberg verläuft der Mountainbikeweg MTB-Tour 12.